# آزادراه (فیلم ۱۹۸۸)
آزادراه (انگلیسی: Freeway) یک فیلم است که در سال ۱۹۸۸ منتشر شد. از بازیگران آن می‌توان به جیمز روسو، بیلی دراگو، دارلن فلوگل و ریچارد بلزر اشاره کرد.